# Sosippus janus
Sosippus janus är en spindelart som beskrevs av Brady 1972. Sosippus janus ingår i släktet Sosippus och familjen vargspindlar. Inga underarter finns listade i Catalogue of Life.